# TCAS

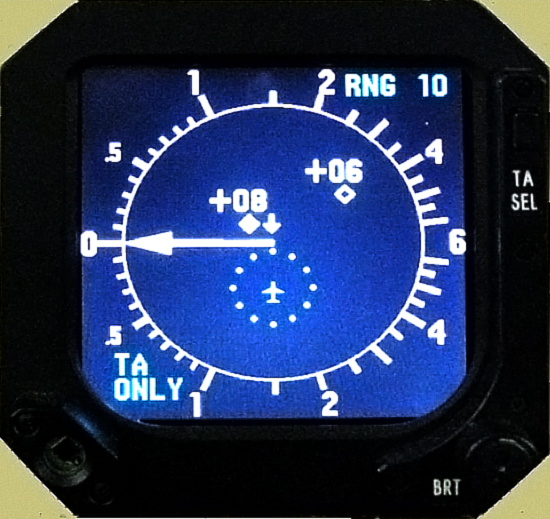
TCAS i wariometr

TCAS – pokładowy system zapobiegający zderzeniom statków powietrznych.
TCAS (ang. Traffic Alert and Collision Avoidance System) to system instalowany na pokładach większości obecnie latających samolotów (powyżej 19 osób albo powyżej 5700 kg maksymalnej masy startowej). TCAS jest jedynym dostępnym urządzeniem spełniającym wymogi ICAO dla ACAS (Airborne Collision Avoidance System). Z tego powodu TCAS i ACAS uważane są za synonimy.
Specyfikacja systemu ACAS obejmuje trzy jego rodzaje (poziomy działania):
- ACAS I – System, który ostrzega o bliskości innego statku powietrznego – poprzez wydanie tzw. propozycji ruchowej (TA – ang. Traffic Advisory).
- ACAS II – System, który oprócz generowania TA ma możliwość wydania tzw. propozycji rozwiązania (RA – ang. Resolution Advisory), czyli nakazania zmianę wysokości lub ograniczenia aktualnej prędkości pionowej. Obecnie zdecydowana większość stosowanych systemów zapobiegania kolizji spełnia wymogi ACAS II.
- ACAS III – Założenia ogólne dla systemu ACAS, który będzie w stanie generować RA także w płaszczyźnie poziomej (a więc nakazywać zakręt statku powietrznego w odpowiednią stronę). Standardy ICAO dla ACAS III nie zostały opracowane i nie ma planów ich opracowania[1].

TCAS jest ostatnią linią obrony przed kolizją, jeśli (z różnych względów) zawiodłaby kontrola ruchu lotniczego.

## Zasada działania
System opiera swe działanie na sygnałach nadawanych przez transpondery statków powietrznych. TCAS jest w stanie odczytać jedynie sygnał generowany przez transponder pracujący w trybie A/C lub trybie S. Jest więc bezużyteczny wobec samolotów niewyposażonych w transponder lub posiadających transponder pracujący jedynie w trybie A. Jednakże – w ograniczonym zakresie – jest w stanie współpracować z transponderem typu A/C z wyłączonym trybem C. W takim wypadku wygenerowane zostanie jedynie ostrzeżenie o ruchu (TA) bez informacji o względnej wysokości statków powietrznych.
Gdy niebezpieczeństwo kolizji zostanie wykryte (poprzez obliczenie czasu kiedy oba samoloty znajdą się najbliżej – CPA, ang. Closest Point of Approach) TCAS najpierw ostrzeże pilotów (TA). Jeśli niebezpieczeństwo nie zostanie zażegnane – wyda polecenie zmiany wysokości albo ograniczenia aktualnej prędkości pionowej (RA). Zostanie ono wydane maksymalnie na 35 sekund przed CPA. Polecenia dla pilotów będą skoordynowane (o ile oba statki powietrzne będą wyposażone w TCAS) – tak, aby nie wydać takich samych poleceń obu załogom.
System TCAS przekazuje swoje zalecenia fonetycznie i poprzez wskazanie żądanej prędkości pionowej na przyrządach pokładowych. Są to pojedyncze komendy, np. „climb, climb” („wznoś się, wznoś się”). Załogi statków powietrznych mają obowiązek wykonywania manewrów doradczych (RA) systemu TCAS, nawet jeśli stoją one w sprzeczności z poleceniami kontrolera ruchu lotniczego. Na czas wykonywania manewru kontroler jest zwolniony z obowiązku zapewniania separacji względem zaangażowanych w zdarzenie statków powietrznych.